# Arnold Godin
Pour les articles homonymes, voir Godin.
Arnold Marie Joseph Antoine Godin, né le 15 avril 1889 à Liège et décédé le 6 juin 1982 à Stavelot fut un homme politique belge.
Godin fut officier de réserve.
Godin fut élu conseiller communal (1921-) et bourgmestre (1921-1946) de Stavelot; conseiller provincial de la province de Liège (1921-1949); sénateur de l'arrondissement de Verviers (1949-1965).

## Généalogie
- Il est fils de Arnold (1859-1925) et Antoinette t' Serstevens (1862-1957).
- Il épousa en 1922 Fanny Ancion (°1897-1976);
  - Ils eurent 4 enfants: Françoise (°1922), Gabrielle (°1924), Arnold-Michel, écuyer (1926-2001), Bernadette (°1929).

## Sources
- Bio sur ODIS